# Eurovision Song Contest 2003
Eurovision Song Contest 2003, česky také Velká cena Eurovize 2003 (či jen Eurovize 2003), byl 48. ročník soutěže Eurovision Song Contest, který se konal 24. května 2003 v Rize v Lotyšsku. Soutěž, organizovaná Evropskou vysílací unií (EVU) a lotyšskou veřejnoprávní společností Latvijas Televīzija (LTV), se konala v Skonto Hall poté, co v předchozím roce vyhrála Marie N s písní „I Wanna“, moderátory ročníku byli Marie N a Renārs Kaupers.
Soutěže se zúčastnilo 26 zemí, což je o jeden stát více oproti dosavadnímu nejvyššímu počtu účastníků z roku 1993. Irsko, Island, Nizozemsko, Norsko a Polsko se vrátily poté, co se předchozího ročníku nemohly zúčastnit. Navíc se do soutěže vrátilo Portugalsko, které v předchozím roce ze soutěže odstoupilo, a na Eurovizi debutovala Ukrajina. Naopak Dánsko, Finsko, Litva, Makedonie a Švýcarsko se ročníku zúčastnit nemohly, jelikož se v předchozím roce umístily na konci výsledkové listiny.
Vítězem se stala turecká zpěvačka Sertab Erener s písní „Everyway That I Can“. Jednalo se o první vítězství Turecka v 28leté účasti v soutěži.
Jednalo se o poslední ročník, který se konal pouze jeden večer. Od roku 2004 byla zavedena semifinálová kola, aby se soutěže mohlo účastnit více zemí. Zároveň se jednalo o poslední ročník, kdy byl v platnosti sestupový systém, podle kterého se země s nejhorším umístěním nemohly zúčastnit dalšího ročníku.

## Výsledky
| Pořadí | Země                | Interpret            | Skladba                                  | Jazyk                      | Umístění | Body |
| ------ | ------------------- | -------------------- | ---------------------------------------- | -------------------------- | -------- | ---- |
| 1.     | Island              | Birgita Haukdal      | „Open Your Hearth“                       | angličtina                 | 8.       | 81   |
| 2.     | Rakousko            | Alf Poier            | „Weil der Mensch zählt“                  | němčina                    | 6.       | 101  |
| 3.     | Irsko               | Mickey Joe Harte     | „We've Got The World“                    | angličtina                 | 11.      | 53   |
| 4.     | Turecko             | Sertab Erener        | „Everyway I Can“                         | angličtina                 | 1.       | 167  |
| 5.     | Malta               | Lynn Chircop         | „To Dream Again“                         | angličtina                 | 25.      | 4    |
| 6.     | Bosna a Hercegovina | Mija Martina         | „Ne Brini“                               | angličtina, chorvatština   | 16.      | 27   |
| 7.     | Portugalsko         | Rita Guerra          | „Deixa-me sonhar“                        | angličtina, portugalština  | 22.      | 13   |
| 8.     | Chorvatsko          | Claudia Beni         | „Više nisam tvoja“                       | angličtina, chorvatština   | 15.      | 29   |
| 9.     | Kypr                | Stelios Konstantas   | „Feeling Alive“                          | angličtina                 | 20.      | 15   |
| 10.    | Německo             | Lou                  | „Let's get Happy“                        | angličtina                 | 11.      | 53   |
| 11.    | Rusko               | Tatu                 | „Ne ver', ne boysia“ (He вepь, нe бoйcя) | ruština                    | 3.       | 164  |
| 12.    | Španělsko           | Beth                 | „Dime“                                   | španělština                | 8.       | 81   |
| 13.    | Izrael              | Lior Narkis          | „Words of Love“                          | angličtina, hebrejština    | 19.      | 17   |
| 14.    | Nizozemsko          | Esther Hart          | „One More Night“                         | angličtina                 | 13.      | 45   |
| 15.    | Spojené království  | Jemini               | „Cry Baby“                               | angličtina                 | 26.      | 0    |
| 16.    | Ukrajina            | Oleksandr Ponomaryov | „Hasta la Vista“                         | angličtina                 | 14.      | 30   |
| 17.    | Řecko               | Mando                | „Never Let You Go“                       | angličtina                 | 17.      | 25   |
| 18.    | Norsko              | Jostein Hasselgård   | „I'm Not Afraid To Move On“              | angličtina                 | 4.       | 123  |
| 19.    | Francie             | Louisa Baïleche      | „Monts et merverilles“                   | francouzština              | 18.      | 19   |
| 20.    | Polsko              | Ich Troje            | „Keine Grenzen-Żadnych granic“           | němčina, ruština, polština | 7.       | 90   |
| 21.    | Lotyšsko            | F.L.Y.               | „Hello From Mars“                        | angličtina                 | 24.      | 5    |
| 22.    | Belgie              | Urban Trad           | „Sanomi“                                 | umělý jazyk                | 2.       | 165  |
| 23.    | Estonsko            | Ruffus               | „Eighties Comming Back“                  | angličtina                 | 21.      | 14   |
| 24.    | Rumunsko            | Nicola               | „Don't Break My Heart“                   | angličtina                 | 10.      | 73   |
| 25.    | Švédsko             | Fame                 | „Give Me Your Love“                      | angličtina                 | 5.       | 107  |
| 26.    | Slovinsko           | Karmen Stavec        | „Nanana“                                 | angličtina                 | 23.      | 7    |